# 凌家滩文化
凌家滩文化為中國新石器文化之一，分布地點在長江中下游的巢湖地區， 凌家滩遗址位于安徽省含山县铜闸镇凌家滩村，地处裕溪河中段北岸，总面积约160万平方米，遗址约5000多年前为一处大型新石器时代晚期聚落。遗址区内发现有新石器时代晚期人工建造的祭坛、大型氏族墓地以及祭祀坑、红烧土和积石圈等重要遗迹，出土精美玉礼器、石器、陶器等珍贵文物。凌家滩文化被认为是中华五千年文明的重要源头之一。

## 都邑与有巢氏假说
有巢氏是远古巢居的发明者，从凌家滩已经发掘的所有墓葬的随葬品中可以看出血缘氏族特征。从年代上看，他们处于有巢氏时代的晚期。

## 图集

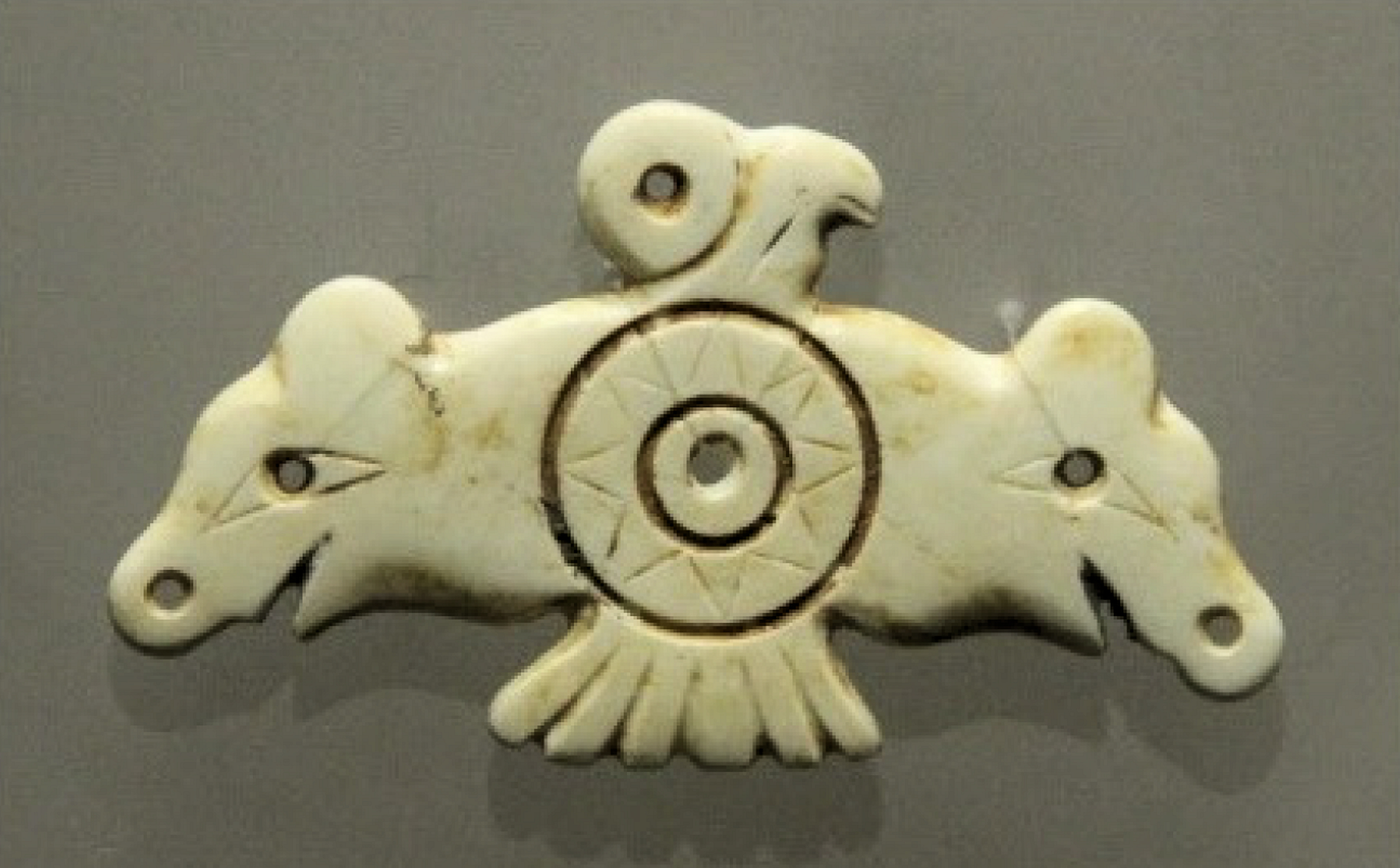
凌家滩遗址出土玉鹰
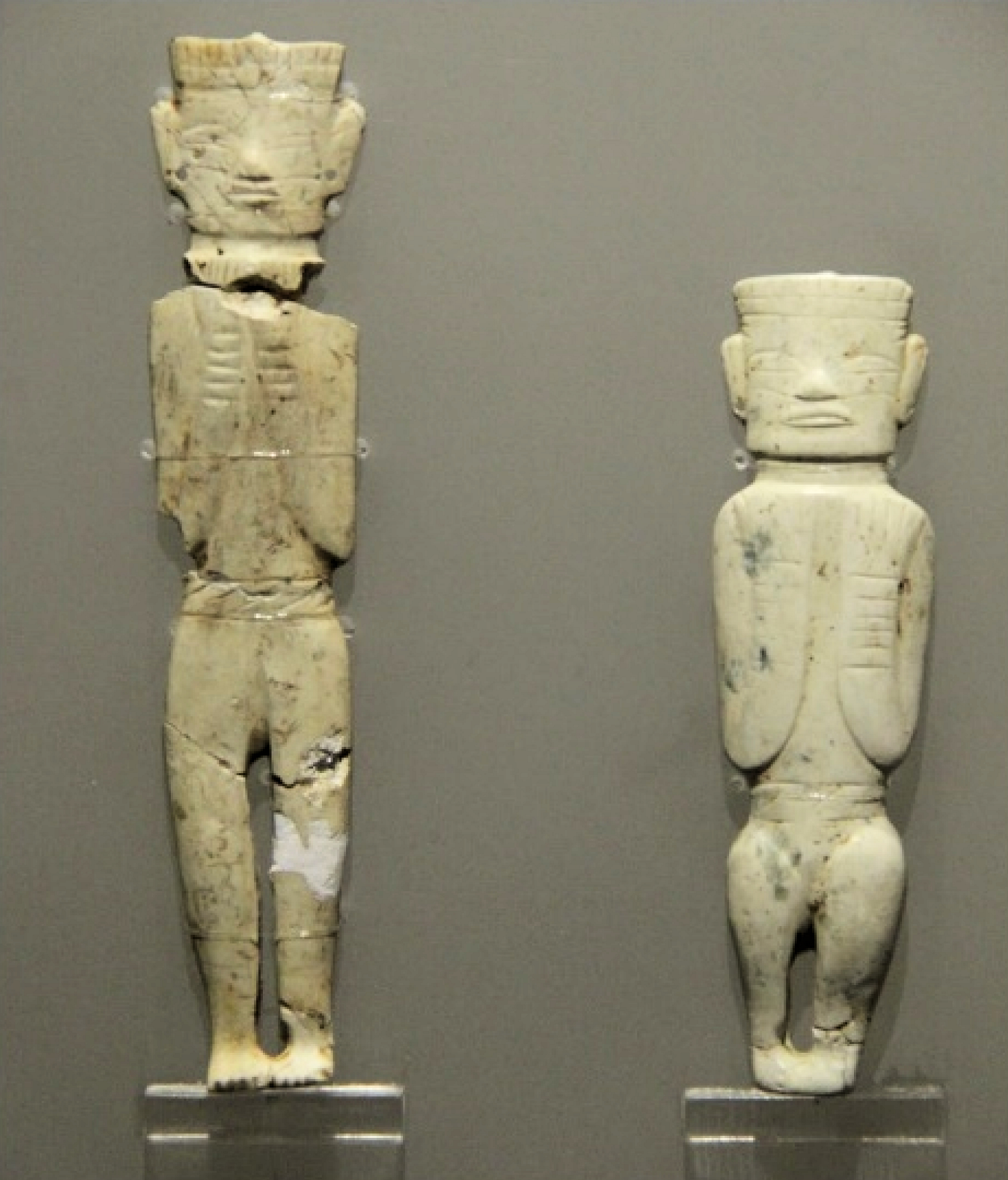
凌家滩遗址出土玉人